# Qatar ExxonMobil Open 2008
Il Qatar ExxonMobil Open 2008 è stato un torneo dell'ATP svoltosi a Doha in Qatar. Il torneo è durato dal 31 dicembre 2007 al 5 gennaio 2008.

## Vincitori

### Singolare
Andy Murray ha battuto in finale  Stan Wawrinka con il punteggio di 6–4, 4–6, 6–2.

### Doppio
Philipp Kohlschreiber /  David Škoch hanno battuto in finale  Jeff Coetzee /  Wesley Moodie con il punteggio di 6–4, 4–6, [11–9].